# Tartare de saumon
 (février 2015).
Si vous disposez d'ouvrages ou d'articles de référence ou si vous connaissez des sites web de qualité traitant du thème abordé ici, merci de compléter l'article en donnant les références utiles à sa vérifiabilité et en les liant à la section « Notes et références ».

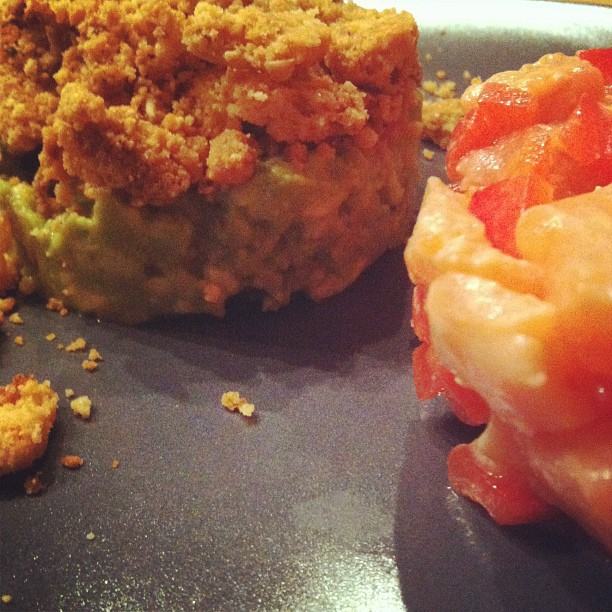
Tartare de saumon et crumble d'avocat.

Un tartare de saumon est un plat de la cuisine française, reprenant le principe du steak tartare (de la viande hachée crue), mais en l'appliquant au saumon.
Pour s’accommoder à la chair de poisson, ce plat conserve la salade, à laquelle il est parfois mélangé, différentes épices telles que de la ciboulette ou de l'aneth, du citron, des condiments, des fruits (comme des tomates) et des légumes.